# Colibrí presumit paó
El colibrí presumit paó (Lophornis pavoninus) és una espècie d'ocell de la família dels troquílids (Trochilidae) que habita la selva humida de Pantepui, 500-2000 m, al sud de Veneçuela i Guyana.